# Uwe Lagatz

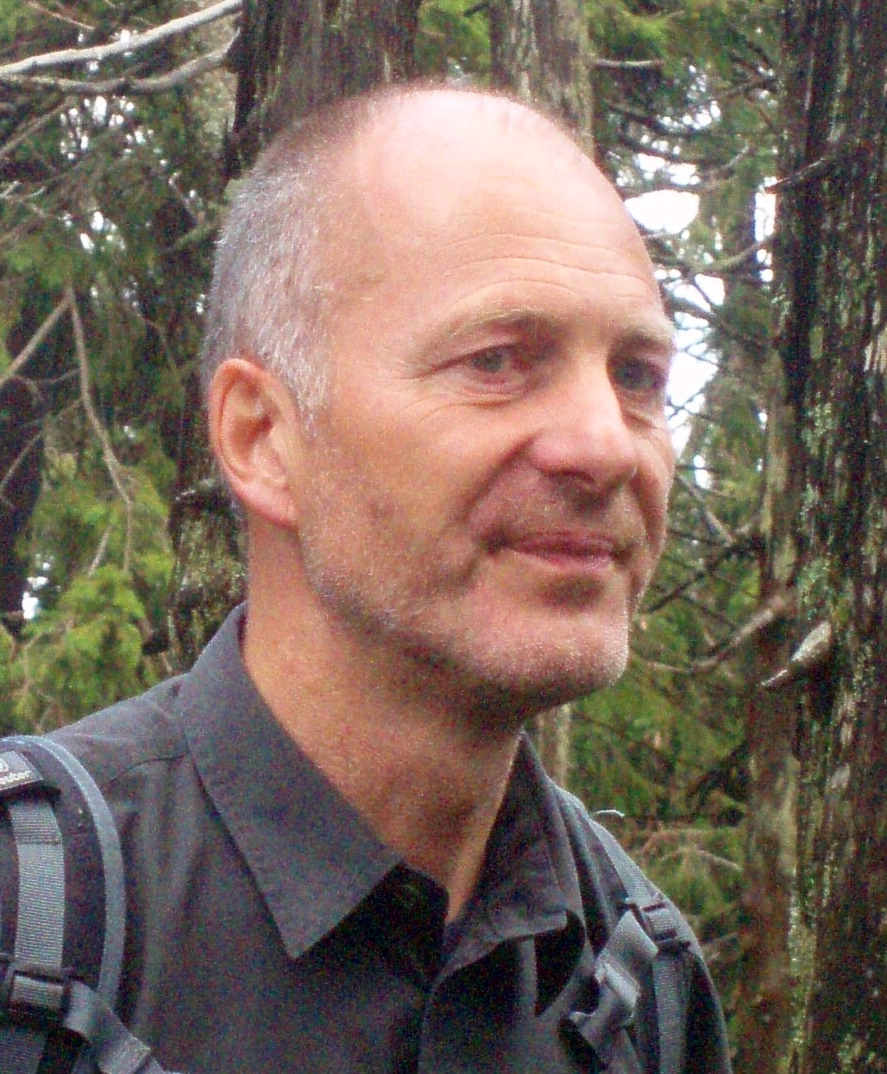
Uwe Lagatz am Brocken (2011)

Uwe Lagatz (* 16. Juni 1962 in Elbingerode (Harz)) ist ein deutscher Pädagoge und Historiker.

## Leben
Nach 1981 erfolgtem Abitur und dreijährigem Wehrdienst bei der Nationalen Volksarmee nahm Uwe Lagatz 1984 ein Pädagogikstudium an der Universität Leipzig auf, das er 1989 erfolgreich als Diplomlehrer Geschichte/Deutsch abschloss. Danach war er als Lehrer in Derenburg und am Gymnasium Stadtfeld in Wernigerode tätig. Von 1992 bis 2006 wirkte er als Fachseminarleiter für Geschichte am Studienseminar Wernigerode sowie später am Staatlichen Seminar für Lehrämter Magdeburg und war damit unmittelbar an der Ausbildung von Gymnasiallehrern beteiligt. 2003 promovierte er an der Fakultät für Geistes-, Sozial- und Erziehungswissenschaften der Otto-von-Guericke-Universität Magdeburg, an deren Institut für Geschichte er von 2006 bis 2011 als Dozent für Didaktik und Methodik des Geschichtsunterrichts sowie Landes- und Regionalgeschichte tätig war. Gegenwärtig ist er Lehrer am Gymnasium Wernigerode und Fachseminarleiter am Staatlichen Seminar für Lehrämter, Außenstelle Magdeburg.
Im Jahr seines Leipziger Hochschulabschlusses erschien sein erster regionalgeschichtlicher Beitrag in der Regionalpresse. Es folgten zahlreiche wissenschaftliche Veröffentlichungen zur Geschichte von Stadt und Grafschaft Wernigerode, durch die er sich zu einem der profiliertesten Historiker der Region entwickelte.

## Publikationen
- Uwe Lagatz: Wernigerode. Die bunte Stadt am Harz, RV Verlag, Berlin / Gütersloh / Leipzig / München / Potsdam / Stuttgart 1991, ISBN 3-575-11080-8
- Uwe Lagatz: Schlösser und Burgen im Harz. RV Verlag, Berlin / Gütersloh / Leipzig / München / Potsdam / Stuttgart 1993, ISBN 3-575-22082-4.
- Uwe Lagatz, Thorsten Schmidt: Wernigerode: Geschichte – Architektur – Kunst. Schmidt-Buch-Verlag, Wernigerode 2000, ISBN 978-3928977906.
- Uwe Lagatz: Zwischen Ancien régime und Modernisierung – Graf Henrich zu Stolberg-Wernigerode (1772–1848) – Erziehung, Ausbildung und Wirken bis zur Regierungsübernahme im Jahre 1824. Mitteldeutscher Verlag, Halle (Saale) 2003, ISBN 978-3-89812-204-7.
- Uwe Lagatz, Thorsten Schmidt: Wernigerode. Eine Stadt im Spiegel der Jahrhunderte. Schmidt-Buch-Verlag, Wernigerode 2003, ISBN 978-3936185133.
- Uwe Lagatz, Jörg Brückner, Thorsten Schmidt: Von Wernigerode auf den Harz: Ein historisches Reisebuch. Schmidt-Buch-Verlag, Wernigerode 2005, ISBN 978-3936185416.
- Uwe Lagatz: Wernigerode – Der lange Weg zur bunten Stadt: Eine Harzer Tourismus-Geschichte. Schmidt-Buch-Verlag, Wernigerode 2008, ISBN 978-3936185607.
- Uwe Lagatz, Thorsten Schmidt: Wernigerode. Impressionen aus der bunten Stadt. Schmidt-Buch-Verlag, Wernigerode 2010, ISBN 978-3936185621
- Uwe Lagatz: Hercynia Curiosa oder Curiöser Hartz-Wald: Auf den Spuren früher Harzreisender. Verlag Jüttners, Wernigerode 2011, ISBN 978-3910157156.
- Uwe Lagatz, Friedrich Gottschalck: Taschenbuch für Reisende in den Harz. Schmidt-Buch-Verlag, Wernigerode 2012, ISBN 978-3936185690.
- Uwe Lagatz: Der Brocken: Die Entdeckung und Eroberung eines Berges. Verlag Jüttners, Wernigerode 2014, ISBN 978-3910157170.
- Uwe Lagatz, Christian F Schroeder: Abhandlungen vom Brocken und dem übrigen alpinischen Gebürge des Harzes. Schmidt-Buch-Verlag, Wernigerode 2014, ISBN 978-3936185829.
- Uwe Lagatz, Steffi Kaltenborn, Sophie Conrad, Elena Schott (Hg.): Heimat im Krieg: Zeugnisse und Spuren des Ersten Weltkrieges in Magdeburg und Wernigerode. Schmidt-Buch-Verlag, Wernigerode 2014, ISBN 978-3936185935.
- Uwe Lagatz, Peter Bode, Claudia Grahmann: Der Harz. Eine faszinierende Landschaft in der Grafik von 1780-1830. Verlag Jüttners, Wernigerode 2016, ISBN 978-3-910157-20-0.
- Uwe Lagatz, Peter Bode, Claudia Grahmann, Rainer Schulze: Der Harz. Eine faszinierende Landschaft in der Grafik von 1830-1870. Verlag Jüttners, Wernigerode 2017, ISBN 978-3-910157-21-7.
- Uwe Lagatz, Claudia Grahmann: Das alte Wernigerode. Frühe Ansichten einer Stadt am Harz. Verlag Jüttners, Wernigerode 2020, ISBN 978-3-910157-25-5.
- Uwe Lagatz, Norbert Perner: Fachwerkstadt Wernigerode. Verlag Jüttners, Wernigerode 2021, ISBN 978-3-910157-31-6.
- Claudia Grahmann, Uwe Lagatz, Norbert Perner: Ilsenburg am Harz. Eine Zeitreise, Verlag Jüttners, Wernigerode 2024, ISBN 978-3-910157-33-0.
- Elke-Vera Kotowski, Uwe Lagatz (Hg.): Heine im Harz. Entdeckungen am Rande einer legendären Fußreise, Berlin / Leipzig 2024, ISBN 978-3-95565-676-8.

## Ehrungen
- 2008 Kulturpreis der Stadt Wernigerode[1]